# Angelo Mai
Angelo Mai (Majo), född 7 mars 1782 i Schilpario i provinsen Bergamo, död 9 september 1854 i Castelgandolfo, var en italiensk kardinal, upptäckare och utgivare av handskrifter ur den klassiska och patristiska litteraturen samt uttolkare av palimpsester.
Mai inträdde 1799 i jesuitorden och blev 1813 föreståndare för Ambrosianska biblioteket i Milano. År 1811 genomförde han en omfattande undersökning av manuskriptet "Ilias Picta".
De många handskrifter, som han därifrån utgav, förskaffade honom 1819 anställning som bibliotekarie vid Vatikanbiblioteket i Rom. Den 19 maj 1837 utnämndes Mai till kardinalpräst (in pectore) med Sant'Anastasia som titelkyrka. 
Hans arbeten är samlade i huvudsakligen 4 samlingsverk: 
- Scriptorum veterum nova collectio (10 band, 1825–1838)
- Classici auctores e vaticanis codicibus editi (10 band, 1828–1838)
- Spicilegium romanum (10 band, 1839–1844)
- Nova patrum bibliotheca (7 band, 1844–1871)